# Spuistraat 129-131 (Amsterdam)

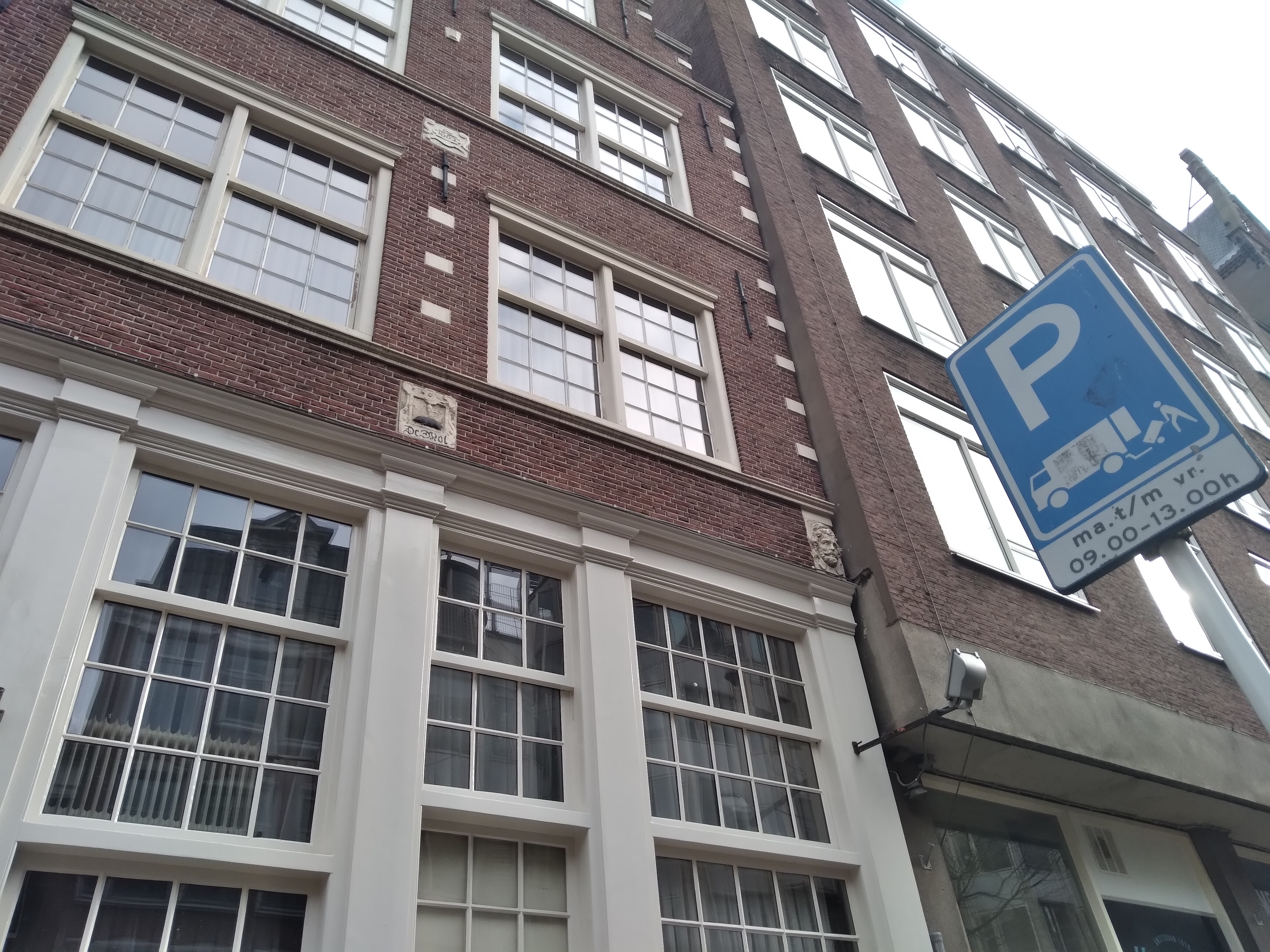
Drie gevelstenen; boven 1662, midden De mol, rechts manshoofd (maart 2021)

Spuistraat 129-131 is een gebouw in Amsterdam-Centrum.

## Gebouw
Volgens een cartouche midden in de gevel met jaartal 1662 betreft het een in oorsprong 17e-eeuws gebouw. Er werd toen gebouwd aan dit pand aan de gracht Nieuwezijds Achterburgwal. Het gebouw heeft dan ook de uitstraling van een grachtenpand, dat opgebouwd is uit souterrain, hoge beletage, twee verdiepingen en in het puntdak met puntgevel nog een woonetage annex opslag en boven in de trapgevel een luik om lading in en uit te laden. De gevel wordt afgesloten door een hijsbalk. Het gebouw heeft twee toegangsdeuren, een links en een in het midden van de gevel, die laatste met trapje om boven het souterrain uit te komen. Bij de demping van de Nieuwezijds Achterburgwal in 1873 werd het adres Spuistraat 129-131.
Beide gebouwen waren gedurende langere tijd onderdeel van het complex dat Hotel Die Port van Cleve en voorgangers (Brouwerij de Hooiberg) in gebruik heeft/had.

Het gebouw in de stijl van de Hollandse renaissance werd op 6 oktober 1970 opgenomen in het monumentenregister onder nummer 5593. Het wordt als volgt (summier) omschreven: 
Twee huizen (nrs 129-131) achter trapgevel, versierd met kleine blokjes (plm 1600/XVIIa, doch gedateerd 1662); gevelsteen.
 Uit die omschrijving kan worden gelezen dat bij de verklaring tot rijksmonument men het idee had dat het oorspronkelijke gebouw van eerder stamt, begin 17e eeuw. Dit voorts onderbouwd door de naamgeving van de nabijgelegen Molsteeg, die al in 1557 genoemd werd en vernoemd is naar een huis De Mol in die steeg. De genoemde blokjes bevinden zich aan de linker- en rechterzijde als ook midden in de gevel.
Het gebouw is echter niet meer origineel. In 1955 werd het aangekocht door Stichting Hendrick de Keyser. Het werd toen in Het Parool omschreven als zeventiende-eeuws, dubbel woonhuis met trapgevel, gebouwd van baksteen met lijstversiering om de ramen, aangevuld met natuursteen met een fries met sluitstenen, waarvan één blind. Het werd even later weer verkocht aan genoemd hotel. Rond april 1958 is het gebouw afgebroken en opnieuw opgebouwd. De verbouwing werd begeleid door het Gemeentelijk Bureau Monumentenzorg en de Publieke Werken. Dit is terug te vinden in de bouwstijl. Gebouwen uit het oude Amsterdam leunden veelal naar voren; hetgeen dan ook terug te vinden is op oude foto’s van het gebouw. Het huidige gebouw (2021) staat echter waterpas (zie foto).

## Gevelstenen
In de gevel zijn behalve de natuurstenen blokjes drie gevelstenen geplaatst. Ook die gevelstenen lijken te wijzen op een oudere bouw; men vond vergelijkingen met het werk van de Amsterdamse architect Hans Vredeman de Vries; die stierf in 1609. Ongeveer midden in de gevel is de cartouche met 1662 te vinden. In de fries zijn twee kunstwerken te vinden. Rechts in de gevel is een manskop te zien (op dezelfde plaats links is een lege plek, ook wel blind genoemd). In het middel is een gevelsteen te zien met een voorstelling van een mol. Tekst en mol zijn in donkere kleuren gezet tegen een witte achtergrond, oudere foto’s (1963) laten zien dat in het verleden ook de achtergrond bij de mol gekleurd was.